# Chrishall
Chrishall eller Christhale eller Chrisshall eller Cresshall eller Cryotissale är en by och en civil parish i Uttlesford i Essex i England. Orten har 507 invånare (2001). Byn nämndes i Domedagsboken (Domesday Book) år 1086, och kallades då Cristeshala.